# Tara Knowles
Dra. Tara Grace Knowles-Teller é uma personagem fictícia na série dramática de televisão Sons of Anarchy, da FX, interpretada por Maggie Siff.

## Biografia
Tara é natural de Charming, Califórnia. Ela menciona que sua herança é metade irlandesa. Sua mãe faleceu quando ela tinha nove anos e, de acordo com a Agente Stahl da ATF, Tara tinha um "pai alcoólatra", a quem ela descreveu como um "acumulador compulsivo". Tara foi o primeiro amor de Jax Teller no ensino médio e, nessa época, ela tatuou um corvo em sua parte inferior das costas, representando sua ligação com o SAMCRO. Tara foi presa em companhia de Jax pelo menos três vezes em 1996. Ela deixou a cidade quando Jax tinha 19 anos, para fugir da vida em uma cidade pequena e da influência do clube. Segundo a mãe de Jax, Gemma, isso partiu o coração de Jax.
Após deixar Charming, Tara foi morar com um primo de seu pai, que morava em San Diego. Ela estudou na UC San Diego e se formou com honras. Em seguida, ela frequentou a faculdade de medicina em Chicago (ou na Escola de Medicina Feinberg da Northwestern University, de acordo com seu arquivo em "Fun Town", ou na "Loyola Med", de acordo com a Agente Stahl em "Better Half"), onde se destacou em sua classe. Ela concluiu um estágio no Chicago Presbyterian.
Enquanto estava em Chicago, Tara namorou o agente da ATF Joshua Kohn e engravidou, mas realizou um aborto após seis semanas. Kohn se tornou intimidador, violento e obsessivo, então ela obteve uma ordem de restrição contra ele vários meses antes de retornar a Charming após uma ausência de 10 anos.

### 1ª temporada
Tara trabalha como residente em Pediatria no hospital local, St. Thomas. É lá que ela cuida de Abel, o gravemente doente filho recém-nascido de Jax, durante sua hospitalização.
Tara vive na casa de sua infância, que herdou de seu pai quando ele faleceu. Ela também dirige um Cutlass que seu pai havia estacionado na garagem sob "duas toneladas de jornais antigos".
A relação de Tara com Jax, ao retornar a Charming, é baseada principalmente na preocupação mútua pelo gravemente doente Abel. Seu ex-namorado psicótico, o Agente Kohn, vem para Charming sob o pretexto de investigar o SAMCRO, mas na verdade está lá porque quer retomar o relacionamento com Tara. Com medo por sua vida, Tara procura a ajuda de Jax para afastar Kohn. Jax apunhala o carro de Kohn em seu nome, o espanca violentamente em uma briga na barbearia de Floyd e depois o escolta para fora da cidade. Quando Kohn retorna no meio da noite e ataca Tara em sua casa, ela atira nele na barriga e pede ajuda a Jax.
Quando Jax chega, está furioso com o ataque e atira na cabeça do Agente Kohn. Tara e Jax então se abraçam e fazem amor enquanto o iPod de Kohn toca a música de Andy Williams, "Can't Get Used to Losing You", em um loop contínuo.
Após a morte de Kohn, Jax e Tara parecem entrar em um relacionamento romântico em grande parte saudável e positivo. Tara passa mais tempo com Jax no clube, se dá bem com Gemma e trabalha para ajudar Cameron Hayes, um associado do clube ferido.
No entanto, o relacionamento de Jax e Tara parece se desintegrar depois que sua ex-esposa, Wendy Case, retorna da reabilitação. No penúltimo episódio da primeira temporada, "The Sleep of Babies", Tara é vista dormindo sozinha enquanto Jax e Wendy fazem amor. No último episódio da primeira temporada, "The Revelator", Tara conta a Jax que organizou seu retorno a Chicago, pois não acredita que seja adequada para a vida em Charming. Isso deixa Jax furioso, e ele vai embora. No final do episódio, Tara muda de ideia e aparece no funeral de Donna, onde ela e Jax se beijam.

### 2ª temporada
Tara se torna oficialmente a "old lady" de Jax e é integrada ao mundo do clube. Após Gemma ser estuprada e abusada, ela busca ajuda médica com Tara. Tara incentiva Gemma a procurar aconselhamento para lidar com as repercussões psicológicas do ataque, mas Gemma está relutante. A ajuda de Tara a Gemma, combinada com seus esforços para cuidar de Abel, começa a curar a ruptura entre Tara e Gemma. Por outro lado, a conexão de Tara com Jax e o SAMCRO causa problemas para ela no trabalho. Quando Gemma acidentalmente quebra o nariz de Tara após se assustar, Margaret Murphy (uma administradora do hospital) assume que Jax é o responsável e alerta Tara sobre as possíveis repercussões de estar associada ao SAMCRO. Mais tarde, Margaret apresenta uma queixa de "ambiente de trabalho hostil" contra Tara, após Gemma confrontar a administradora sobre o desejo do hospital de transferir Chibs para outra instalação devido a uma questão de seguro. Chibs mais tarde reclama falsamente de dor de cabeça e consegue ficar no hospital. Margaret acusa Tara de ter instruído Chibs sobre seus sintomas e suspende as privilégios de Tara.
Quando Jax decide que quer se tornar um membro nômade, Tara fica chateada por ele ter tomado a decisão sem consultá-la. No entanto, ao contrário de todos os outros ligados ao clube, ela sente que pode ser a decisão certa dada a tensão entre Jax e Clay.
Gemma informa a Tara que, como a "old lady" de Jax, ela tem prestígio e respeito consideráveis no clube, e outras mulheres no clube a respeitam, e que ela não deve "levar desaforo" de ninguém. Mais tarde, Tara confronta Margaret. A discussão se torna violenta e Tara a estrangula e bate nela. Ela diz a Margaret: "Eu sei onde você mora, sei onde seus filhos estudam" e informa que os policiais estão sob folha de pagamento do SAMCRO e que o clube comanda Charming. Tara aconselha Margaret a ficar calada e retirar sua queixa. Margaret concorda imediatamente.
No final da segunda temporada, Tara tenta convencer Gemma a não se vingar daqueles que a estupraram, mas não tem sucesso. Ela está presente na casa de Jax quando Cameron Hayes aparece, e ele a amarra em uma cadeira antes de sequestrar Abel Teller. Tara é desamarrada por Jax e conta a ele o que aconteceu com seu filho. Jax e o resto do clube tentam, sem sucesso, salvar Abel, enquanto Tara é vista sendo consolada pelo vice-chefe David Hale.

### 3ª temporada
Tara ainda está triste com a perda de Abel. Com o tempo, Jax continua afastando-a com veemência crescente. Ela sente que Jax a está afastando porque ele a culpa por não ter impedido o sequestro de Abel. Tara visita Gemma, que está foragida, e a ajuda a matar a cuidadora do pai de Gemma. Tig as ajuda a encobrir o crime. Mais tarde, Tara revela a Gemma que está grávida de seis semanas.
Após Jax deixar Tara, ela o flagra com a atriz pornô do CaraCara, Ima. Tara então começa a empacotar suas coisas na casa de Jax. Ele se desculpa pelo que ela viu antes, mas ela sente que ele queria que ela visse, porque ele quer que ela vá embora e sabia que isso a afastaria. Ela expressa que acha que ele está fazendo isso porque a culpa pelo que aconteceu com Abel. Jax diz que é para protegê-la, mas Tara não acredita nele. Quando Jax vai atrás dela, ela já está saindo da garagem. Conforme Tara sai da casa de Jax, é mostrado que Hector Salazar, ex-líder do MC Calaveras recentemente expulso, tem secretamente a perseguido junto com Jax.
Tara considera fazer um aborto, pois acredita que Jax não está pronto para ter outro filho. Gemma tenta convencer Tara a esperar até que Jax volte de Belfast e olhe nos olhos de Abel antes de tomar qualquer decisão. Gemma quer que Tara tente consertar o relacionamento, pois Jax não tem pensado claramente desde o sequestro de Abel. Tara ajuda Gemma a escapar da custódia policial para que ela possa ir a Belfast com Clay e Jax.
Lyla pergunta a Tara se ela conhece alguma clínica que realiza abortos. Quando ela acompanha Lyla ao procedimento, elas conversam sobre o motivo de Lyla estar fazendo o aborto. Descobre-se que Lyla está passando pelos mesmos problemas com Opie. Ele não se abre com ela por medo do que pode acontecer. Lyla também sente que o bebê é um inconveniente porque ela quer continuar trabalhando como atriz pornô. Após a conversa, Tara agenda um aborto para si mesma também. Mais tarde, Tara revela a Margaret Murphy que vai fazer um aborto; Margaret concorda que é uma boa ideia e se oferece para levá-la à clínica. No caminho, Salazar arma um acidente de carro e sequestra Margaret e Tara.
Enquanto Tara e Margaret estão sendo mantidas por Salazar, ele fica furioso quando suas demandas de refém não são atendidas e ameaça matar Margaret. Tara tenta persuadi-lo a não fazer isso e, quando ele não a ouve, ela causa uma distração. Ela ataca a namorada de Salazar e tenta escapar. Salazar a chuta forte na barriga. Ele se prepara para chutá-la novamente, mas para quando Tara diz que está grávida.
Quando Tara tem a chance de ir ao banheiro, ela quebra um pedaço do espelho para usar como arma. Quando a namorada de Salazar entra no banheiro, Tara corta o pescoço dela e quase escapa com Margaret, mas Salazar as impede. Após um impasse, Tara diz a ele que sua namorada está no banheiro sangrando muito. Ela diz que manterá a namorada dele viva se ele soltar Margaret. Quando a namorada de Salazar morre no carro, ele joga Tara contra o carro e aponta uma arma para a cabeça dela.
Salazar leva Tara ao escritório de Jacob Hale, onde ele também faz Hale de refém. Ao apresentar sua lista de exigências, uma delas é para que Jax vá ao escritório de Hale. Tara vê Salazar puxar uma faca e ele diz que planeja matá-la enquanto Jax assiste e depois matar Jax. Quando Jax entra no escritório, Salazar está prestes a matar Tara, mas Jacob Hale o esfaqueia antes. Jax tira a arma de Salazar, entrega-a a Tara e diz para ela matar qualquer pessoa que não seja policial. Quando todo o incidente acaba, Jax e Tara vão ao médico para um ultrassom para garantir que o bebê não tenha sido prejudicado. O bebê está saudável e Jax e Tara ouvem os batimentos cardíacos e veem o bebê no ultrassom. Jax e Tara vão até a casa de Gemma, onde Gemma a abraça. Tara vê Abel e o segura feliz e o recebe de volta para casa. No final da temporada, Tara se tornou mais envolvida com o clube. Ela leva Jimmy O de volta ao galpão no porta-malas depois que o SAMCRO o compra dos russos. Jax se certifica de que ela usa um colete à prova de balas para garantir sua segurança caso algo dê errado. Quando Stahl conta ao clube sobre o acordo que Jax fez com ela, que era na verdade uma armadilha do clube para matar Stahl e Jimmy, ela corre e abraça Jax, angustiada e com medo de que o clube o mate na prisão. No encerramento do episódio final da terceira temporada, Tara lê cartas de John Teller para sua amante Maureen Ashby, insinuando que Gemma e Clay seriam responsáveis por sua morte, caso acontecesse. O close-up do rosto de Tara transita para o rosto de Jax, encerrando a terceira temporada.

### 4ª temporada
Tara e Jax se reconciliam e ele a pede em casamento, propondo uma vida longe do clube. Porém, os acontecimentos da cidade e a influência de Gemma e Clay impedem que Jax deixe o SAMCRO imediatamente. Tara descobre cartas comprometedoras e guarda segredo para proteger Jax. Ela decide deixar Charming com seus filhos, preocupada com a segurança deles. Ao ser atacada pelos assassinos de Clay, Tara sobrevive com a ajuda de Jax, mas sua mão fica gravemente ferida. Ela acredita que nunca sairão de Charming e que sua carreira médica acabou.
Tara fica abalada com a chegada de Wendy, a ex-esposa de Jax, que deseja se aproximar de Abel. Preocupada com sua posição como mãe de Abel, Tara se sente ameaçada. Ela enfrenta momentos de desespero e é colocada sob observação psiquiátrica.
Gemma confessa que Clay queria matar Tara por causa das cartas, e ela dá a Gemma as evidências comprometedoras. No entanto, Tara sabe que Jax está preso ao clube por causa de um acordo com a CIA e decide apoiá-lo. No final da temporada, Tara está ao lado de Jax como sua parceira, mesmo com toda a incerteza e perigo que cercam o SAMCRO.

### 5ª temporada
A mão de Tara ainda está engessada, o que significa que ela não consegue realizar cirurgias. Apesar de ter perdido a habilidade de operar, ela apoia Jax como Presidente do SAMCRO. O casal não tem certeza de "como tudo vai acabar", mas Jax é claro ao dizer: "aconteça o que acontecer, eu quero que você seja minha esposa". Tara zomba do romantismo de um casamento espontâneo no Diosa, ao que Jax brinca: "Eu matei um agente federal por você ... nada diz amor eterno como homicídio capital". Um juiz os casa em uma rápida cerimônia com as alianças que pertenciam a Gemma e JT. A tensão aumenta entre Tara e Gemma em relação ao controle da família. Tara coloca Abel e Thomas em um berçário hospitalar com o apoio de Jax. Tara ganha poder ao afastar Gemma, que não está na lista de visitantes no início. Gemma tenta prejudicar Tara usando Wendy para ameaçar uma disputa pela guarda das crianças. Tara se mantém firme e adverte Gemma para não prejudicá-la, sua família ou Jax "pode matá-la". Tara planeja estrategicamente acabar com o caso RICO com a ajuda de Lowen, Bobby e Jax. Ela trabalha como voluntária na Penitenciária Estadual de Stockton e pede a Otto para negar sua declaração sobre o RICO.
Tara faz as pazes com Gemma ao colocá-la na lista de visitantes do berçário e permitir que ela cuide dos meninos. Gemma está drogada quando sofre um acidente de carro com Abel e Thomas no banco de trás. Tara dá um soco em Gemma quando ela confessa estar sob efeito de drogas enquanto dirigia com as crianças. Os medos de Tara aumentam devido às ameaças crescentes à sua família; ela começa a defender e protegê-los à maneira de Gemma. Tara exclui Gemma da família, mas concorda em deixá-la voltar se ela ajudar Jax a obter informações de Clay sobre um plano para minar sua liderança. Tara recebe boas notícias sobre sua mão e é convidada para um emprego cirúrgico em Oregon. Enquanto isso, Otto concorda com o pedido de Tara sobre o RICO, desde que ela lhe traga o crucifixo de Luann.
A carreira de Tara está em risco quando ela é investigada como cúmplice no brutal assassinato de uma enfermeira da prisão cometido por Otto com o crucifixo de Luann. Jax assegura a Tara que eles vão superar a investigação, assim como superaram tudo o mais, ao que ela diz: "isso é o que me assusta". Ela fica desconfiada quando Jax não se afasta após alcançar seu objetivo de salvar o MC com o fechamento do RICO. Ela é pressionada a responder à oferta e luta internamente para seguir em frente, pois essa é a "última chance" para ela e Jax saírem de Charming. Enquanto se reúne para preparar a defesa de Tara, Lowen sugere que ela pense na custódia legal dos filhos caso algo aconteça com ela. Tara aceita a oferta de emprego do Providence Health & Services antes de contar a Jax.
Wendy confronta Tara com a realidade do risco associado ao MC e mostra a contusão no ombro causada pelo impacto de Jax ao injetar uma agulha de speedball. Tara fica chocada ao perceber que Jax está se perdendo. O irmão da enfermeira da prisão, Lee Toric, confronta Tara no hospital e ameaça vingar a morte dela. Mais do que nunca, Tara precisa de alguém confiável para nomear como guardião de seus filhos em caso de prisão ou morte. Tara não tem danos permanentes nos nervos e poderá operar novamente. Tara pede clareza a Jax, que não confessa sobre intimidar Wendy.
Gemma confronta Tara sobre a oferta do Providence Health & Services e ameaça Tara dizendo: "estou cansada da sua busca por poder". Gemma ameaça contar aos investigadores que Tara planejou a morte de uma enfermeira inocente para reverter o RICO. Tara nomeia Wendy como guardiã e está determinada a tirar os filhos do "pântano" de Charming. Jax desaprova Wendy como guardiã, mas Tara insiste que é seu "dever como uma companheira antiga ser forte ... quando e onde ele não pode". Ela diz a ele que aceitou uma oferta de emprego em Oregon para poupá-los de se tornarem como Gemma e Clay, o que forçaria os meninos a reviverem seus erros.
A temporada termina com a prisão de Tara por conspiração no assassinato de Pamela Toric.

### 6ª temporada
A temporada começa com Tara enfrentando as dificuldades da prisão. Ela brutalmente espanca uma detenta que roubou seu cobertor enquanto estava cuidando de seus próprios assuntos. Posteriormente, ela é libertada, mas sua licença médica foi revogada e ela perdeu a oferta de emprego em Oregon.
Após várias tentativas fracassadas de tirar ela e seus filhos de Charming (incluindo uma falsa gravidez e subsequente falsificado aborto para impedir que Gemma Teller-Morrow obtenha a custódia de Abel e Thomas caso Tara vá para a prisão), e depois que o relacionamento de Tara e Jax foi testado (Tara está enfrentando problemas por sua participação na morte de uma enfermeira. No final do 1° episódio, Jax é visto traindo Tara com Colette Jane, uma encarregada de acompanhantes), Tara se encontra em conflito com todos em quem ela deveria poder confiar e decide usar a bala que retirou do ombro de Bobby Munson como prova necessária para conceder proteção de testemunha, tornando-se assim uma informante e um problema para o MC e para o próprio Jax. Em um plot twist de última hora, Jax encontra Tara em um parque em Lodi. Eles conversam por vários minutos e então a cena corta para o quarto de motel onde Tara estava escondida. Os dois chegam a um entendimento e Jax se entrega à misericórdia da promotora Tyne Patterson em troca de imunidade para Tara por todos os crimes que ela cometeu em nome do MC, especialmente o assassinato de Pamela Toric, do qual ela foi acusada na 5ª temporada, mas não teve envolvimento. A promotora aceita a oferta de Jax após alguns momentos de hesitação em acreditar que ele cumprirá sua parte. Com isso, Jax deixa Tara saber que ele realmente a ama e ama seus filhos mais do que qualquer coisa. Eles choram e se amam. Tara e Jax concordam em encontrar a promotora na casa dos Teller às 18h, depois que ele passa suas últimas horas como homem livre com seus filhos. Ele diz a Chibs e Bobby que provavelmente será condenado a 25 anos, com possibilidade de liberdade condicional em 10, 7 se tiver sorte. Tara chega em casa mais cedo do que o esperado e a casa está vazia, exceto por Eli Roosevelt, o xerife, que entrou na casa com ela para que eles pudessem conversar em particular e ele pudesse ajudá-la a trazer as malas para dentro da casa, já que ela decidiu não fugir e fazer o que Jax pediu a ela; criar seus filhos.
Quando Roosevelt sai, dizendo que estará do lado de fora, Tara chama por Wayne, presumindo que sua caminhonete do lado de fora significa que ele está na casa. Pegando-a desprevenida, Gemma sai da lavanderia e avança em direção a Tara, que não consegue escapar a tempo. Gemma a acerta com um ferro, mas não a nocauteia. Tara luta contra a agressão de Gemma e sua cabeça é gravemente atingida na pia, onde Gemma então tenta afogá-la. Em um dos momentos mais brutais da série, Tara luta por vários segundos antes que Gemma pegue um garfo de churrasco e o esfaqueia várias vezes na parte de trás da cabeça e do pescoço. Com sangue jorrando da parte de trás de sua cabeça, Tara desaba e morre.
Roosevelt entra na cena e descobre Gemma sentada no chão ao lado do corpo de Tara, claramente chocada. Gemma murmura incoerentemente que teve que ser feito porque Tara iria entregar o MC. Roosevelt diz a ela que ela não entregou o MC e que Jax está se entregando para protegê-la. Imediatamente depois disso, Juice entra, atira duas vezes em Roosevelt pelas costas e depois consola Gemma. Em seguida, ele começa a limpar a cena do assassinato. Jax volta para casa mais tarde naquela noite. Ele vê as pernas de Roosevelt no chão da cozinha, saca sua arma e entra na cozinha, onde encontra tanto Roosevelt quanto Tara mortos no chão. Atordoado e com o coração partido, ele larga sua arma aos pés de Roosevelt e começa a soluçar enquanto segura Tara em seus braços.

## Recepção
O The New York Times comentou sobre a "química" entre Jax e Tara, e descreveu a personagem como 'bonita... refinada e inteligente'."
TV Squad elogiou Siff por uma "performance superior" e o Chicago Tribune a descreveu como "excelente."